# حديقة الصحة

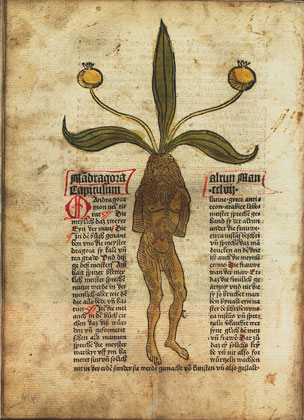
صفحة من 'Gart der Gesundheit'، 1485

حديقة الصحة (باللاتينية: De Hortus Sanitatis ؛ بالألمانية: Gart der Gesundheit؛ نـُشـِر في 1485) هو أحد أوائل الكتب المطبوعة عن الأعشاب وربما أكثرهم تأثيراً. وهو أحد أهم الأعمال في العصور الوسطى التي أسهمت في معرفتنا بالتاريخ الطبيعي، وخصوصاً في مجال النباتات الطبية. ويتألف الكتاب من 382 قسم تقدم وصفاً يشمل 435 نبات، و 25 دواء للحيوان و 28 معدن.
كتاب نادر مصور عمره 500 عام يظهر الأطباء يقومون بتحليل البول لتشخيص المرض وتنظيف القمل من شعر الصبي.
موسوعة المعرفة والفولكلور التي تشمل النباتات والحيوانات والمعادن.
الكتاب يعرض لأول مرة في جامعة أبردين كجزء من معرض الفارماكوبيات
كتاب نادر من العصور الوسطى الذي يعطي نظرة ثاقبة للممارسات الطبية الغريبة المستخدمة قبل 500 سنة

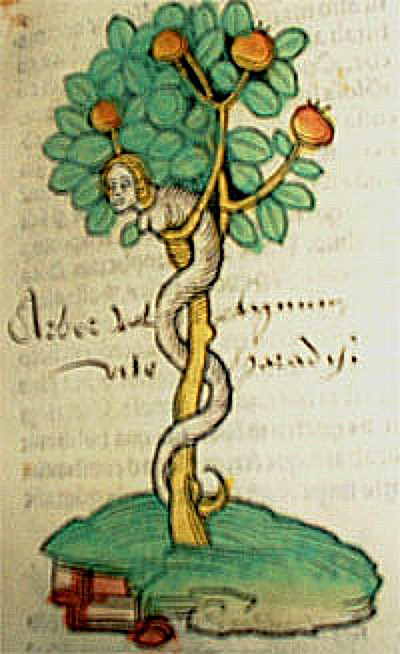
شجرة الحياة
Hortus Sanitatis 1491

وقد ذهب للعرض لأول مرة في جامعة أبردين.
ويظهر بعض الأساليب الطبية التي تمارس في ألمانيا منذ خمسة قرون ويعد واحدا من أقدم النصوص الطبية الأوروبية.
الكتاب، طبع لأول مرة في ماينز، ألمانيا، في 1491، هو مزيج من العلم أواخر العصور الوسطى والفولكلور.
أنه يحتوي على الكتابات التفصيلية والرسوم التوضيحية المشروحة على النباتات والأعشاب والحيوانات والمعادن.
وفي الوقت نفسه، يشتمل على توضيحات مفصلة تكشف عن كيفية استخدام الأطباء لدراسة لون البول للوصول إلى تشخيصات الأمراض.
إنه قد إمتلكه ذات مرة جورج پيكوك، وهو صيدلى من أبردين في 1600 في وقت مبكر قام بالتدريس في كلية ماريشال التي انشئت حديثا - واحدة من الكليات المؤسسين اللذين اندمجو لتصبح جامعة أبردين في عام 1860.
وقال سيوبهان كونفيرى رئيس المجموعات الخاصة في جامعة أبردين: "كان Hortus أكثر كتب الأعشاب شعبية وتأثيرا في وقته، وكان بمثابة موسوعة لجميع المعارف والفنون الشعبية التي تشتمل على النباتات والحيوانات والمعادن.
"فهو يجمع بين عناصر التاريخ الطبيعي مع الموضوعات التي نجدها عادة في مراجع الاعشاب، ترافقها الأوهام والخرافات الأسطورية.
"هناك تصوير ضرب من الممارسات الطبية المعاصرة، وصنع مركبات الادوية والعلاج لإزالة قمل الرأس إلى آخره، وكذلك ضبط الكثير من بعض العمليات الجراحية وصيدلية ومتجر للأعشاب.

'صورة واحدة تظهر امرأة تقوم بإزالة قمل الرأس من شعر صبي صغير.
وصورة أخرى تظهر صبيا يقوم بإزالة العسل من المشط. في فترة العصور الوسطى كان العسل يستخدم في مجموعة متنوعة واسعة من الطرق، لعلاج السعال، ومدر للبول، وعلاج لبعض السموم وحتى تطبيق لتخليص الشعر من القمل.
«مشهد حي من محل لصيدلية الأطباء حيث يظهر تحليل عينات البول والاستعانة باللون لتشخيص الامراض. واستخدمت الرسوم البيانية والخرائط الفلكية جنبا إلى جنب من قبل الأطباء لتشخيص الأمراض وتحديد العلاج.»
الكتاب هو جزء من معرض جديد، دستور للأدوية، 'إعداد المخدرات' وتصنيع الدواء والذي يتضمن بعض أقرب التفسيرات المسجلة للعلوم الطبيعية.
أصناف للعرض لإثبات تاريخ الصيدلة والكيمياء الطبية من جذورها في وضع الرهبانية إلى العزلة من خلال الطرق الكيميائية الحديثة والتخليق الدوائي.
خلاصة أخرى وافية «نادرة جدا» مكتوبة باللغة الإنجليزية للعصور الوسطى في أوائل القرن الخامس عشر يشمل أعشابا والعلاجات النباتية القائمة على مجموعة من الامراض الصغرى والكبرى، ابتداء من رائحة الفم الكريهة، ونزيف الأنف إلى لدغات الثعابين والكسور في الاطراف حتى الولادة والأورام.
يقرأ: «هنا الناس قد يرون استخدامات الأعشاب المتنوعة، والتي قد تكون ساخنة أو باردة وكيف يمكن استخدامها للعديد من الأشياء».
وقالت السيدة Convery: "لقد كان وسيلة سهلة الاستخدام لكتاب مرجعي.
"إنه يسرد أوراق الشمر التي يقال أنها جيدة للصداع وأيضا للتخلص من آلام وتورمات في الرحم "المريض يجب أن«يشرب أوراق الشمر المجففة».
'أكثر بوعي، ويعكس ارتفاع الرضع ووفيات الأمهات أثناء الولادة هناك إشارات عديدة إلى التلفيقات وصفات لتخفيف آلام المخاض، لتسريع عمليات التسليم والمساعدة في حالات الولادة.
"على سبيل المثال في هذه الصفحة،" إذا كان الطفل قد مات في رحم الأم تأخذ mugwort وختمها الصغيرة والجص إلى رحم الأم حتى كل الباردة وأنها سوف يكون التسليم ".
"وانطلاقا من ذلك هو استخدام الشوكران كعلاج للأرق:" سوف الشوكران جعل النوم الرجل ينقع في الماء عشب وتطبيقه على المعابد والجبين ويستحم بعد قدميه فيه، ساخنة كما انه يجوز. تعاني فيه. ثم جعل من بذور البنج الجص وتطبيقه على معابده ".
ويبرز المعرض أيضا أعمال جامعي النباتات في وقت مبكر مثل البروفيسور جيمس تريل، الذي أسهم إسهاما كبيرا في المعشبة جامعة أبردين والحدائق النباتية كرويكشانك.
وكذلك تتبع تاريخ استخدام النباتات في الطب، ومعرض يستكشف كيف لا تزال تستخدم النباتات لإيجاد أدوية جديدة، حتى لو لم يكن هناك استخدام التاريخية للنبات لعلاج المرض.
وأضافت السيدة Convery: 'ويشترك العلماء في جامعة أبردين في البحث عن علاجات جديدة وسبل العدوى بالأمراض، والالتهاب الطفيلية والسرطان باستخدام موارد الطبيعة السخية.
'وفي الآونة الأخيرة فإنهم قد تحولوا للتحقق من الكائنات الحية الدقيقة في البيئات القاسية مثل أخدود ماريانا، وأعمق مكان على وجه الأرض، وصحراء أتاكاما، المكان الأكثر جفافا على وجه الأرض والبحر الميت.
'زراعة البكتيريا والفطريات من هذه البيئات أدى إلى اكتشاف مركبات فريدة بواسطة علماء أبردين التي قد تشكل أساسا لعلاجات المستقبل ".
ويستمر المعرض حتى 1 ديسمبر.